# ألان غريغ
ألان غريغ هو ناقد رأي ‏ كندي، ولد في 14 يناير 1952.

## وصلات خارجية
- ألان غريغ على موقع ميوزك برينز (الإنجليزية)